# Balsthal
Balsthal – miejscowość i gmina w północnej Szwajcarii, w kantonie Solura, w jednostce administracyjnej (Amtei) Thal-Gäu, siedziba administracyjna okręgu Thal.
Gmina została po raz pierwszy wspomniana w dokumentach w 968 roku jako Palcivallis. W 1255 została wspomniana jako Balcetal.

## Demografia
W Balsthalu mieszkają 6104 osoby. W 2022 roku 35,4% populacji gminy stanowiły osoby urodzone poza Szwajcarią.
W 2000 roku 84,8% (4728 osób) populacji mówiło w języku niemieckim, 2,9% (163 osoby) w języku albańskim, a 2,7% (153 osoby) w języku włoskim.

Zmiany w liczbie ludności na przestrzeni lat przedstawia poniższy wykres: